# Francisco González Palma
Francisco González Palma; (* Santiago, 1791 - † 1847). Hijo de españoles recién llegados a Chile en 1788. Miembro de una familia de políticos y hacendados. Defensor de la causa Patriota.

## Actividades Públicas
- Asesor letrado de la Asamblea que firmó el Acta de Autoridad Provisoria (1811).
- Diputado suplente al primer Congreso Nacional, representando a Concepción (1811), asumió el 17 de octubre de 1811 en reemplazo de Agustín Urrejola Leclerc.
- Miembro de la Asamblea que firmó el Reglamento Constitucional Provisorio (1812).
- Subdelegado del Itata, donde los hombres que envió sirvieron en el combate de Linares (1813).

Retirado a una hacienda familiar en la provincia de Maule, se dedicó a la agricultura. En ocasiones colaboró con el gobierno conservador de José Joaquín Prieto, pero muy bajo perfil. Mientras sus hermanos tenían mayor preponderancia en el plano político.